# グロリア・アロヨ
グロリア・マカレイグ・マカパガル＝アロヨ（英語: María Gloria Macaraeg Macapagal-Arroyo、マリア・グロリア・マカラエグ・マカパガル＝アロヨ、1947年4月5日 - ）は、フィリピンの政治家。同国第14代大統領（在任：2001年1月20日 – 2010年6月30日）。通称は名前の頭を取ってGMAと呼ばれる。

## 人物
1947年4月5日にリサール州サンファンにて、ディオスダド・マカパガル元大統領の娘として誕生した。地元の高校を卒業した後、2年間アメリカのジョージタウン大学に留学し、ビル・クリントン元大統領と同期生だった。その後帰国してフィリピン大学から経済学博士の学位を取得し、大学教員からアキノ大統領に抜擢されて貿易工業省局長に就任した。
さらに同省次官を経て、1992年5月に史上最高得票で上院議員に当選した。

### 大統領

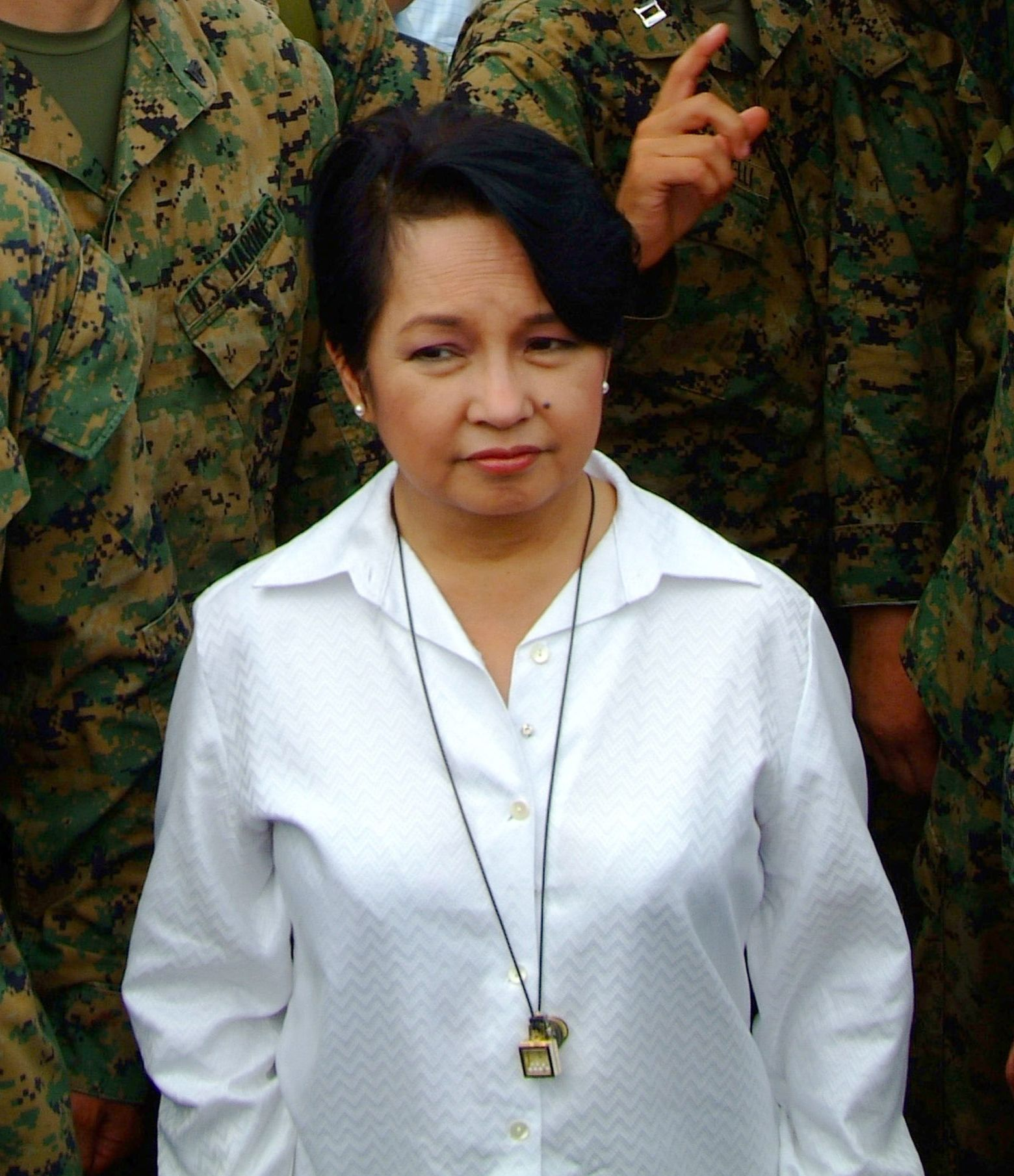
アメリカ海兵隊員と（2006年2月22日）

1998年5月にホセ・デヴェネシア大統領候補の副大統領として立候補したが、フィリピンの大統領選挙は正副大統領の選挙が別に行われるため、デヴェネシア候補は落選し、アロヨは副大統領として当選した。同年6月に副大統領に就任し、2001年1月20日にエストラーダ大統領に対する弾劾が成立すると大統領に昇格した。これに対してエストラーダ派からアロヨ大統領の正当性を疑問視する声が高まり、最高裁判所の判決が下りているにもかかわらずデモ・暴動や反乱が発生した。同年11月にイスラム教徒ミンダナオ自治地域（ARMM）での選挙で、モロ民族解放戦線（MNLF）のヌル・ミスアリ議長と対立関係にあったパロウク・フシン副議長を支援した。
アロヨは当初1期で退任する意向であったが、思い直して2004年フィリピン大統領選挙に再度立候補し、次点候補に100万票以上の差を付けて当選した。しかし、公金を選挙資金に流用した疑惑が浮上して対立候補と揉めたが、2004年6月24日に議会によって当選を認められ、同月30日にセブ島で大統領就任式が執行された。
2003年3月に始まったイラク戦争に際しては、フランス・ドイツ・ロシア・中国が反対した中で数少ない支持者となった。
2009年12月4日にミンダナオ島のマギンダナオ州に戒厳令を布告し、大量殺人に関与した州知事一族の身柄を拘束させた。

### 下院議員
2010年5月10日に長男のマイキー・アロヨ下院議員からパンパンカ州第2区を選挙区として譲り受け、下院議員選挙に立候補して当選した。2011年11月18日に2007年の上院議員選挙に絡んだ選挙法違反容疑で逮捕された。大統領経験者が逮捕されるのはジョセフ・エストラーダ元大統領以来である。
2012年10月4日に公金の不正流用の疑いで警察に再逮捕された。同月12日にマニラ退役軍人病院は、入院しているアロヨが集中治療態勢に置いたことを発表した。これによって15日の裁判所の出廷は難しい状況になった。
2018年7月23日に第21代下院議長に就任し、2019年6月30日まで務めた。女性として初めての議長となる。

## 家族

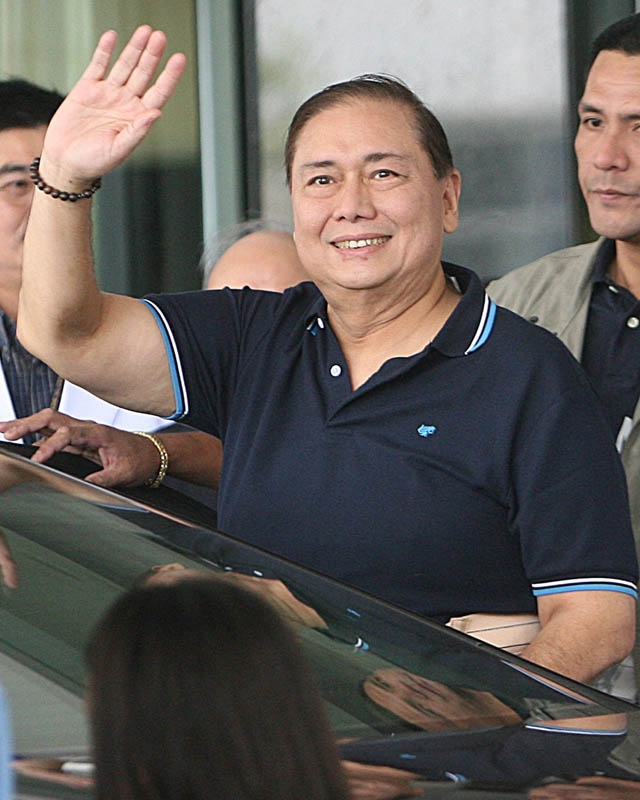
夫のホセ・ミゲル・アロヨ

1968年8月にホセ・ミゲル・アロヨ（Jose Miguel Arroyo）と結婚し、3人の子女が誕生した。